# Megalázottak és megszomorítottak
Megalázottak és megszomorítottak é segundo álbum da banda húngara de rock sinfônico After Crying, lançado em 1992 pela EMI Quint.

## Faixas
| N.º            | Título                             | Música                                   | Duração |  |
| 1.             | "A Gadarai Megszállott"            | Egervári, Gacs, Pejtsik, Vedres, Winkler | 22:10   |  |
| 2.             | "A Kis Hõs"                        | Vedres                                   | 3:23    |  |
| 3.             | "Noktürn"                          | Görgényi, Vedres                         | 1:52    |  |
| 4.             | "Megalázottak És Megszomorítottak" | Gacs, Görgényi, Pejtsik, Vedres, Winkler | 10:59   |  |
| 5.             | "Végül"                            | Gacs, Pejtsik, Vedres, Winkler           | 2:25    |  |
| Duração total: | Duração total:                     | Duração total:                           | 48:49   |  |

## Integrantes
- Ottó Rácz – oboé
- Csaba Vedres – teclado
- Péter Pejtsik – violoncelo, vocal
- Kristóf Fogolyán – flauta
- Zsolt Maroevich – viola
- Judit Andrejszki – vocal
- Pál Makovecz – trombone
- Aladár Tüske – fagote
- Balázs Winkler – trompete